# Rally de Montecarlo de 1958
El Rally de Montecarlo de  1958, oficialmente 27ème Rally Automobile de Monte Carlo, fue la edición 27º y la primera ronda del Campeonato de Europa. Se celebró en el mes de enero. El año anterior la prueba no se había organizado debido a la crisis de Suez, desencadenada por el presidente de Egipto Gamal Abdel Nasser, que nacionalizó el canal y cortó el paso de los petroleros hacia Europa. Por este motivo se aconsejó ahorrar combustible y las autoridades europeas prohibieron todo tipo de carreras automovilísticas. El Montecarlo fue una de las pruebas afectadas por esta medida, por lo que, la edición de 1958, fue esperada por participantes y seguidores con gran expectación.
El Rally de Montecarlo por entonces, se había convertido en una referencia en los rallyes europeos con formato clásico. En la edición de 1958, la inscripción fue muy elevada e introdujo una pequeña novedad: se suprimieron las pruebas de habilidad puntuables para la clasificación final, que se venían celebrando en el puerto de Mónaco, al final de la carrera. Por primera vez, los criterios de clasificación serían estrictamente deportivos.

## Desarrollo
El rally comenzó como era costumbre con un recorrido de concentración con salida desde diferentes ciudades europeas,  a la que se sumó un recorrido común de unos 1000 km por las carreteras de los Alpes Marítimos. La nieve fue el verdadero protagonista de la carrera, puesto que fue muy abundante y provocó el abandono de muchos participantes.
Durante la primera etapa, muchos participantes perdieron toda opción de ganar la carrera. Los pilotos que partían desde París se vieron afectados por una tormenta de nieve que no pudieron superar, tan solo, Paul Colltelloni que competía con un Citroën DS logró llegar a Mónaco, aunque posteriormente acabó saliéndose de la carretera y quedando fuera de carrera.
Los pilotos franceses Guy Monraisse y Jacques Feret, que competían con un Renault Dauphine que podría considerarse oficial, puesto que lo había preparado Renault, aunque por aquellas no contaba con departamento ni equipo de competición, partieron con una ventaja, al ser de Auvernia estaban más acostumbrados a circular sobre nieve, lo que a la postre les valió para alzarse con la victoria. Otras de las ventajas con las que contaron fue el conocer el terreno, la ligereza del Dauphine y el hecho de que contaron con neumáticos de clavos, que por primera vez el reglamento del Rally de Montecarlo permitía.
En el segundo puesto de la clasificación general se situaron los italianos Gacon y Borsa muy distanciados de la cabeza, con un Alfa Romeo Giulietta más potente que el de los ganadores, pero menos adecuado en las difíciles condiciones de la carretera. En la tercera plaza se clasificó el noruego Leif Vold-Johanssen, muy acostumbrado a la nieve y que disputó la carrera con un DKW 1000. El noruego fue el piloto de rallyes más destacado de su país hasta la aparición de Petter Solberg décadas después. Cuartó finalizó el alemán Löffter, que había partido desde la ciudad de Lisboa con un Volvo PV 544 y quinto el holandés Maurice Gatsonides con un Triumph TR3A descapotable, este saliendo desde La Haya. En sexta posición se encontraba el británico Peter Harper con un Sunbeam Rapier y séptimo el alemán Carl Spjuth con un Alfa Romeo Giulietta, ambos partieron desde la ciudad de Oslo.
Queda en duda saber cual de los dos vencedores fue el verdadero piloto, puesto que los dos se habían puesto al volante del Dauphine, aunque oficialmente fuese Monraisse quien se coronó como piloto campeón y Feret como su copiloto. Como curiosidad, ese mismo año los franceses vencieron con el mismo Dauphine, el Tour de Corse que celebraba ese año su tercera edición. Tiempo después Renault donó el Dauphine al príncipe Rainiero y en la actualidad es una pieza de museo.

## Clasificación
- [2]

| Pos. | Piloto              | Copiloto      | Automóvil            |
| ---- | ------------------- | ------------- | -------------------- |
| 1.   | Guy Monraisse       | Jacques Feret | Renault Dauphine     |
| 2.   | Gacon               | Borsa         | Alfa Romeo Giulietta |
| 3.   | Leif Vold-Johanssen | F. Kopperud   | DKW 1000             |
| 4.   | Löffter             | Johansson     | Volvo PV 444         |
| 5.   | Maurice Gatsonides  | Bandera de ?  | Triumph TR3A         |
| 6.   | Peter Harper        | Elbra         | Sunbeam Rapier       |
| 7.   | Carl Spjuth         | Bandera de ?  | Alfa Romeo Giulietta |